# FAdeA IA-100
FAdeA IA-100 – argentyński, prototypowy samolot szkolenia podstawowego zaprojektowany i zbudowany siłami rodzimego przemysłu.

## Historia
Samolot został opracowany w argentyńskich zakładach Fábrica Argentina de Aviones. Prace nad maszyną rozpoczęto pod koniec 2014 roku. Według nieoficjalnych informacji IA-100 wzorowany jest na niemieckiej konstrukcji Grob G 120TP, a Niemcy dostarczyli do Argentyny niektóre, użyte w budowie samolotu technologie. Wytwórnia odpowiada za konstrukcję kompozytowego kadłuba, usterzenie i prowadzi badania wytrzymałościowe i aerodynamiczne. Założeniem konstruktorów było stworzenie rodzimej konstrukcji zdolnej do wypełniania zadań szkoleniowych, a tym samym uniezależnienie się od zagranicznych samolotów. W tym celu założono maksymalne użycie w projekcie rodzimych części i systemów. Maszyna ma być odpowiedzialna za pierwsze 40 godzin, jakie mają spędzić w powietrzu przyszli piloci wojskowi. Potencjalnie może również zastąpić używane w Argentynie, ale mające już swoje lata samoloty lotnictwa ogólnego Cessna 172 czy Piper Tomahawk. Jedynymi pochodzącymi z zagranicy elementami wykorzystanymi w budowie maszyny jest tłokowy silnik Lycoming AEIO-360 B1F oraz awionika marki Garmin G3X Touch. Ukończony prototyp wzniósł się do swojego dziewiczego lotu 8 sierpnia 2016 roku. Lot trwał 58 minut, a samolot wzniósł się na wysokość 1700 metrów. Wytwórnia planuje wybudowanie dwóch wersji: wojskowej z chowanym podwoziem i wersji przeznaczonej na rynek cywilny z podwoziem stałym.

## Konstrukcja
IA-100 jest wolnonośnym dolnopłatem ze stałym podwoziem z przednim podparciem. Przewidywana wersja wojskowa ma posiadać chowane podwozie. Silnik tłokowy Lycoming AEIO-360 B1F napędza dwułopatowe śmigło. Maszyna ma konstrukcje kompozytową i przeznaczona jest dla dwóch członków załogi siedzących obok siebie. Kabina typu glass cockpit z trzema dużymi, kolorowymi wyświetlaczami ciekłokrystalicznymi.